# Glarus (kanton)
Glarus (italsky Glarona, rétorománsky Glaruna, francouzsky Glaris) je kanton na východě centrálního Švýcarska. Úředním jazykem je němčina. Hlavním městem kantonu je město Glarus, podle počtu obyvatel je však největší obcí Glarus Nord. V tomto kantonu se také nalézají Glarnské Alpy. 

## Znak
Znak Glarusu je jediným švýcarským kantonálním znakem, který zobrazuje člověka: svatého Fridolína s holí a Biblí. Podle legendy byl Fridolin irský posel víry, který žil na počátku 6. století a jehož vlivem se obyvatelé Glarusu stali křesťany. Na církevních vyobrazeních ho doprovází kostra.
Podle legendy ho Fridolín, kterému umírající bohatý Ursus daroval velkou část země Glarus, přivolal z hrobu, aby mu pomohl ve sporu o dědictví s jeho bratrem Landolfem. Když Landolf viděl svého již rozkládajícího se bratra před soudem, byl tak vyděšený a zahanbený, že Fridolinovi daroval i svůj díl Glaruského panství. Oblast Glarnerland tak byla prohlášena za součást kláštera Säckingen v Německu, který Fridolín založil, a Fridolín je považován za patrona dědičného plazení.

## Geografie

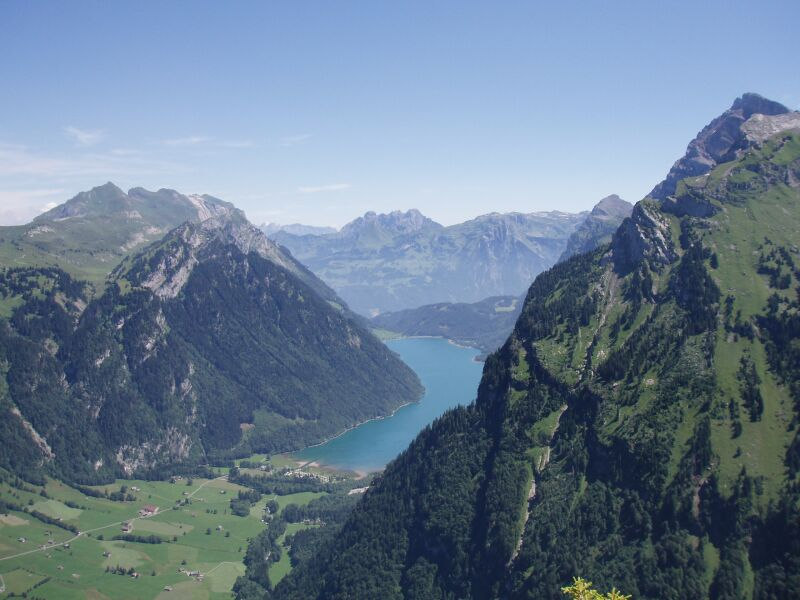
Jezero Klöntalersee

Kanton zahrnuje povodí řeky Linth až k jezeru Walensee a Linthskou nížinu západně od Linthu až k Biltenu. Krajina oblasti zvané Glarnerland se vyznačuje velkými výškovými rozdíly: z rovinatého dna údolí v nadmořské výšce 414 metrů se terén zvedá do výšky přes 3600 metrů (s nejvyšším vrcholem Tödi, vysokým 3612 m n. m., na hranici s kantonem Graubünden). Tyto kontrasty se odrážejí v podnebí: během několika kilometrů se mění z mírného u jezera Walen se středomořskou flórou na vysokohorské na zaledněných vrcholcích hor, a když údolím vane Föhn, lze naměřit teplotní rekordy. Údolí je otevřené pouze na severu směrem k rovině Linth.
Většina území je hornatá. Nejvyšším vrcholem Glarnských Alp je Tödi. Další významnější vrcholy pak jsou Oberalpstock (3328 metrů), Clariden (3267 metrů), Vorab (3028 metrů) a Glärnisch (2910 metrů). Největším jezerem na území kantonu je Walensee.
Území kantonu o rozloze 685 km² zhruba odpovídá oblasti povodí řeky Linth. Sernf neboli Kleintal je jediné boční údolí, které nabízí prostor pro vybudování vesnic. Klöntal, nejvýznamnější západní boční údolí, je se svým horským jezerem Klöntalersee, jak napsal Carl Spitteler: „tak krásné, jak se to nezdá ani ve snu“.
Nejviditelnějším zásahem člověka do přírody je impozantní vodní dílo Linthwerk, které utváří ráz celého regionu. Stavba sítě kanálů a protipovodňových valů byla zahájena v roce 1807 jako první národní vodní dílo ve Švýcarsku. Řeka Linth se vlévá do jezera Walensee a jeho tok pokračuje do Curyšského jezera. Dříve tekla pomalu směrem k Curyšskému jezeru, čím dál více přehrazovala odtok Walensee a zaplavovala nížinu ve svém okolí.

## Historie

Historické vyobrazení města Glarus

Historie tohoto kantonu se celá točí okolo náboženství. První údolní kostel byl v Glarusu postaven v 6. století a obyvatelé údolí řeky Linth byli přivedeni ke křesťanství irským mnichem svatým Fridolínem (ten je dodnes zobrazen ve znaku kantonu), který založil klášter v Bad Säckingen poblíž Basileje. Alamani se do oblasti přistěhovali kolem roku 700, ale jejich jazyk se stal obecně přijímaným až v 11. století. Od 9. století byl celý region Glarus vlastněn tímto klášterem. 
Ve 13. století se dostala oblast pod nadvládu Habsburků, kterých se obyvatelé Glarusu snažili zbavit. V roce 1282 bylo doloženo společenství mužů z celého údolí Glarus. V roce 1351 se nechali podmanit obyvateli Curychu a středního Švýcarska a 4. června 1352 uzavřeli smlouvu s Curychem, Uri, Schwyzem a Unterwaldenem (nikoli však s Lucernem, Zugem a Bernem) a pod Näfelsem postavili leteckou hradbu, jejíž zbytky jsou patrné do současnosti. Smlouva z roku 1352 však byla jednostranná. Konfederáti byli povinni pomáhat pouze v rámci úzkých hranic Glarusu a za určitých formálních podmínek; mohli dokonce pomoc odmítnout a svobodně uzavírat spojenectví. Obyvatelé Glarusu byli naopak povinni poskytnout pomoc okamžitě a na vlastní náklady, bez zkoumání a územního omezení, a nechat si schválit spojenectví.

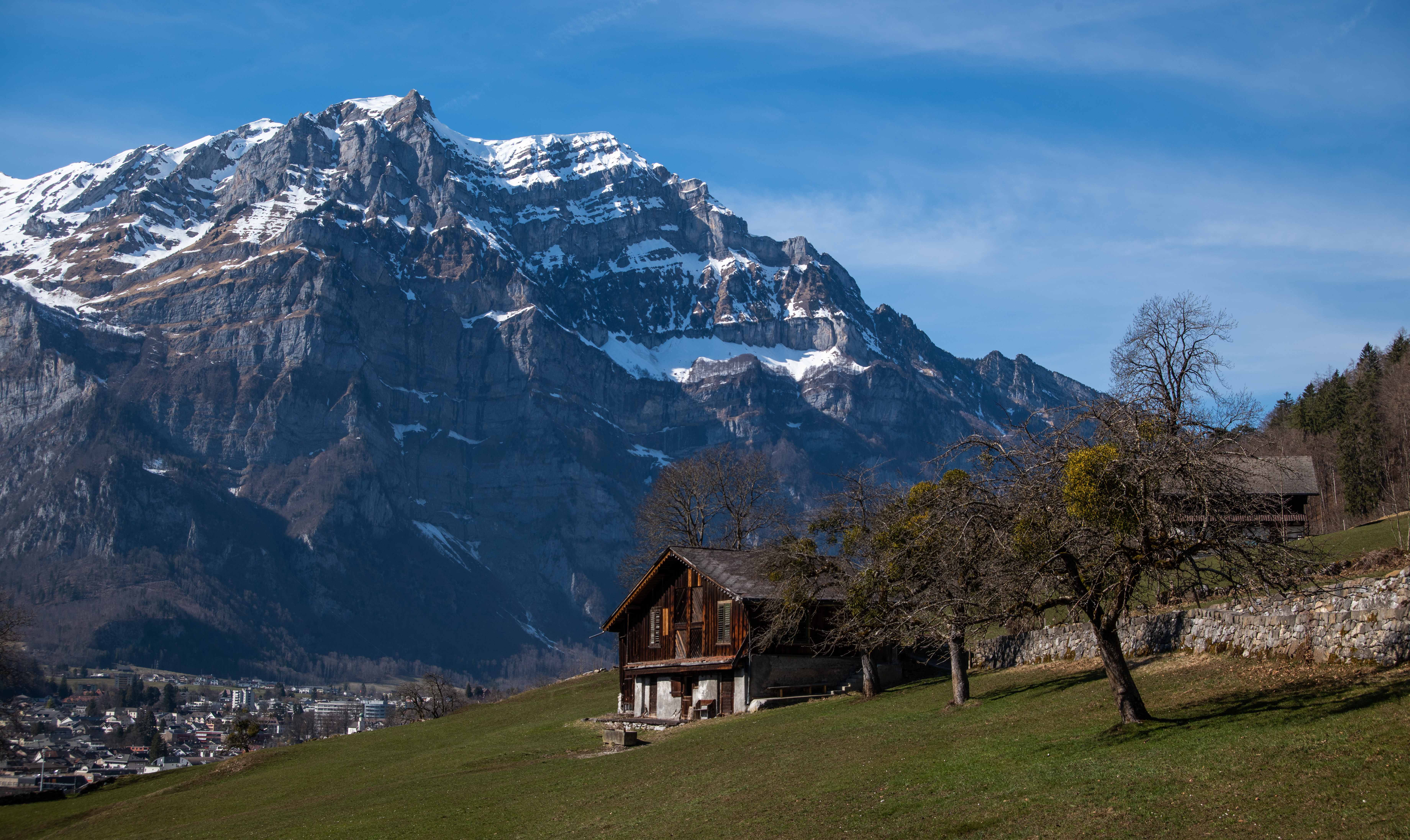
Tradiční architektura venkovských oblastí Glarusu

Krátce nato však braniborským mírem ze 14. září 1352 připadl Glarus s Zugem opět habsburskému vévodovi Albrechtovi. Teprve po porážce u Sempachu v roce 1386 podnikli nový pokus a dobyli městečko Weesen, o které opět přišli zákeřnou vražednou nocí v únoru 1388. Po něm následovalo 9. dubna 1388 vítězství Glaruských u Näfelsu, po němž se osamostatnili a stali se rovnoprávnými členy Konfederace. Od té doby je tato událost připomínána slavností Näfelser Fahrt, která se slaví první čtvrtek v dubnu. V Sempacherském listě (Sempacherbrief) z roku 1393 bylo Glarusu poprvé přiznáno rovnoprávné postavení v trvalém vztahu s konfederáty. V roce 1473 nahradil původní smlouvu nový, upravený spolkový list, datovaný 4. června 1352.
V roce 1387 si obyvatelé kantonu na prvním obsáhle zdokumentovaném zemském sněmu (Landsgemeinde) dali vlastní stanovy a položili tak základ dnešní demokratické kantonální ústavy. V roce 1395 se ze Säckingenu vykoupili, ale až do úplného oddělení na konci 18. století platili klášteru trvalý roční nájem.
Mezi roky 1506 a 1516 působil v Glarusu jako kněz reformátor Ulrich Zwingli, ale roku 1564 byli všichni jeho následovníci vyhlazeni. Přesto to ještě nebyl konec nepokojů mezi protestanty a katolíky v této oblasti. Pro zajištění míru bylo roku 1623 rozhodnuto, aby každá část měla svůj vlastní sněm zvaný Landsgemeinde a později roku 1683 bylo každé straně dovoleno založit si svůj vlastní tribunál.
V roce 1798 vtrhli Francouzi do Švýcarska a v březnu byla na nátlak Francie v Aarau vyhlášena Helvétská republika. Dosavadní země Glarus (Land Glarus) se stala kantonem Glarus a hranice kantonu byly nově vymezeny. Johann Melchior Kubli byl zvolen senátorem za Glarus. V letech 1798 až 1803 patřil Glarus krátce ke kantonu Linth, zřízenému Napoleonem. Senátor za Glarus byl již v říjnu zvolen předsedou Senátu Helvétské republiky. V roce 1799 se Glarus stal válečným dějištěm cizích armád. Francouzi donutili Rusy pod vedením generála Suvorova, kteří postupovali přes Pragelpass a Klöntal, ustoupit s velkými ztrátami přes zasněžený Panixerpass. Z vyhladovělé země se 1200 dětí přestěhovalo do jiných kantonů, kde musely hledat jídlo a pomoc.
Roku 1803 byl po zániku Helvétské republiky kanton Glarus opět obnoven a roku 1836 byly obě části sjednoceny pod vedením jednoho sněmu Landsgemeinde.
V roce 1968 získaly ženy v Glarusu částečné volební právo. V roce 1972 se ženy poprvé rovnoprávně účastnily i zemského sněmu Landsgemeinde. V roce 2006 bylo na Landsgemeinde rozhodnuto reformovat komunální strukturu. Z 25 obcí se staly tři sjednocené obce; reforma byla definitivně provedena k 1. lednu 2011.

## Obyvatelstvo
K 31. prosinci 2021 žilo v kantonu Glarus 41 190 obyvatel. Hustota zalidnění 60 obyvatel na km² je nižší než švýcarský průměr (212 obyvatel na km²). Podíl cizinců (obyvatel přihlášených k trvalému pobytu, avšak bez švýcarského občanství) činil k 31. prosinci 2019 24,2 %, zatímco celostátně bylo registrováno 25,3 % cizinců. 30. června 2021 činila míra nezaměstnanosti 1,8 %; na spolkové úrovni pak 2,8 %.

### Jazyky
Úředním jazykem v kantonu Glarus je němčina. 83,6 % obyvatel hovoří německy a 6,8 % italsky.
Glaruský dialekt není jednotný, ale to, co mají glaruské idiomy společné, je melodický, zpěvný jazyk. Glaruská němčina (Glarnerdeutsche) je jedním z dialektů nejvyšší alemanštiny.

### Náboženství
Federální sčítání lidu v roce 2000 ukázalo následující strukturu náboženství v kantonu:
- 44,0 % protestanti (Spolkový statistický úřad BFS zahrnuje také Svědky Jehovovy a Novou apoštolskou denominaci).
- 37,3 % římští katolíci
- 2,3 % křesťanská pravoslavná církev
- 6,5 % muslimové
- 3,5 % ostatní názvy nebo neuvedeny žádné informace
- 6,5 % bez vyznání

## Politika
Současná ústava kantonu Glarus byla přijata zemským sněmem 1. května 1988 a od té doby byla několikrát revidována.

### Landsgemeinde

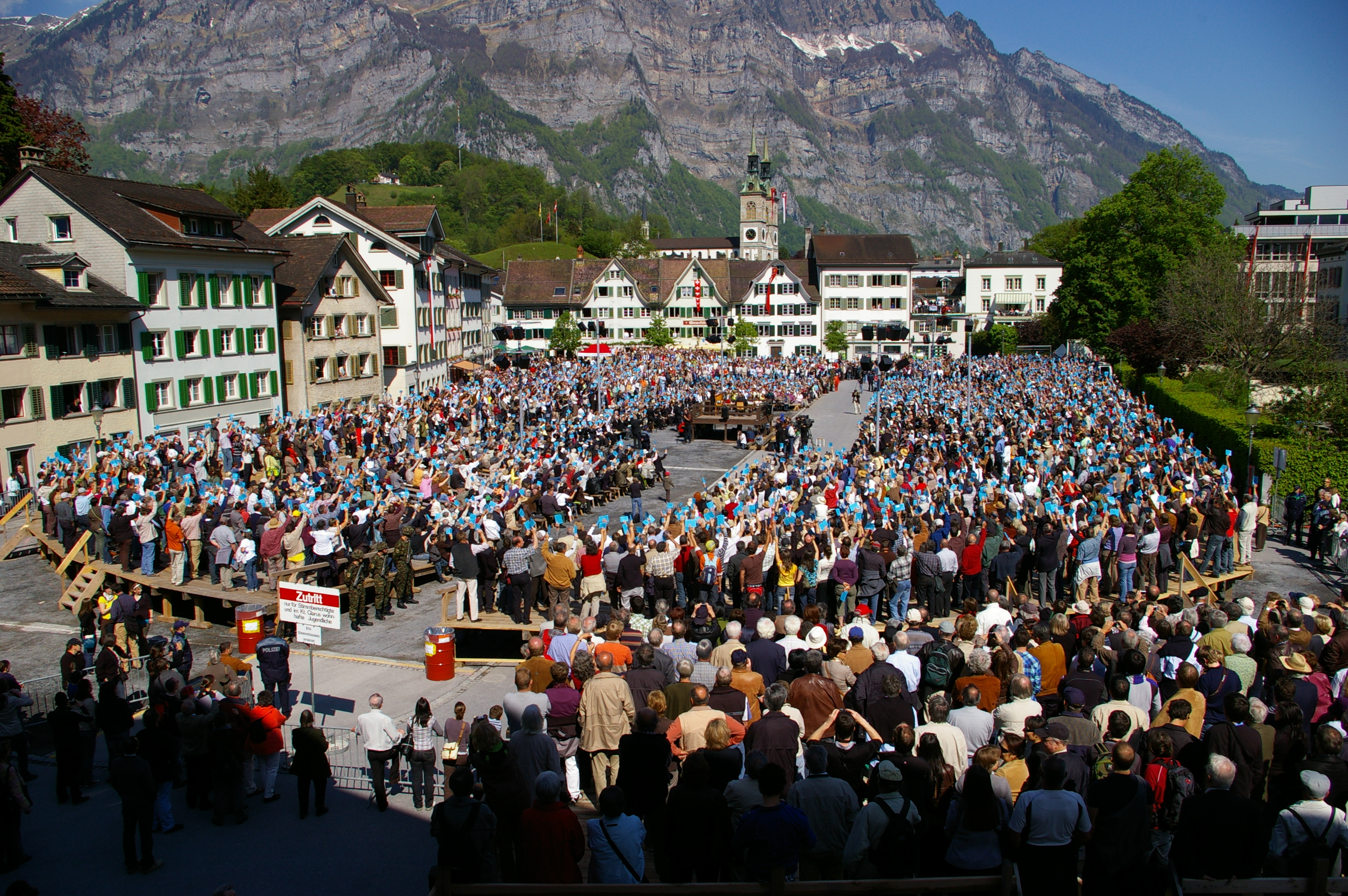
Landsgemeinde v Glarusu (2009)

Kanton Glarus je jedním z posledních dvou kantonů ve Švýcarsku, který je řízen tzv. Landsgemeinde. Landsgemeinde (volně přeloženo jako zemský sněm či zemské shromáždění) je shromáždění obyvatel s volebním právem, a tedy nejvyšší orgán kantonu. Řádný zemský sněm se koná každoročně první květnovou neděli a předsedá mu zemský hejtman (Landammann). Podkladem pro jednání jsou návrhy zákonů zemské rady (parlamentu) zveřejněné v tzv. Memoriálu nebo v Úředním věstníku; o jiných záležitostech se nesmí jednat. Každý účastník oprávněný hlasovat má právo předkládat návrhy na podporu, změnu, zamítnutí, odložení nebo odmítnutí návrhů.
Zemský sněm volí Landammanna (předsedu kantonální vlády) a Landesstatthaltera (místopředsedu kantonální vlády), předsedy soudů a ostatní soudce.
Rozhoduje o přijetí a změnách kantonální ústavy a o přijetí, změně a zrušení kantonálních zákonů. Přijímá usnesení o všech jednorázových výdajích nad 1 milion CHF a o všech opakujících se výdajích nad 200 000 CHF ročně. Stanovuje také sazbu daně.
Na rozdíl od kantonu Appenzell Innerrhoden se volby do kantonální vlády a zemské rady nekonají na zemském sněmu, ale tajným hlasováním u volební urny.

### Parlament
Kantonální parlament se nazývá Landrat („Zemská rada“). Má 60 členů, kteří jsou voleni občany u volebních uren ve třech volebních obvodech (odpovídajících třem obcím) na základě poměrného zastoupení na čtyřleté funkční období. Zemská rada každoročně volí ze svých členů předsedu, místopředsedu a další členy úřadu zemské rady.
Je to nejvyšší kontrolní orgán nad vládou, správou a soudy. Připravuje ústavu, zákony a další usnesení, která jsou předkládána na Landsgemeinde, a z vlastní pravomoci vydává nařízení, správní a finanční rozhodnutí. Kromě toho rozhoduje o zásadních nebo obecně závazných plánech.

### Vláda
Regierungsrat je vládou kantonu. Od roku 2006 se skládá z pěti (dříve sedmi) členů, kteří jsou voleni občany v jednom volebním obvodu většinovým systémem na čtyřleté funkční období. Jeho předseda (Landammann) a místopředseda (Landesstatthalter) jsou voleni na dva roky na zemském sněmu.
Je nejvyšším výkonným orgánem, plánuje činnost kantonu, zastupuje kanton navenek a řídí kantonální správu. Připravuje návrhy zákonů a legislativních nařízení, které dává na vědomí zemské radě a Landsgemeinde, a z vlastní pravomoci vydává prováděcí a správní nařízení.

### Soudnictví
První soudní instancí je kantonální soud, který se dělí na dvě občanskoprávní komory, trestní komoru a trestní soudní komisi. Druhou soudní instancí je soud vyšší instance.
V kantonu Glarus existuje kantonální smírčí orgán, jehož úkolem je dosáhnout smírného řešení mezi stranami občanskoprávních sporů před zahájením soudního řízení. V roce 2017 byl zaveden usnesením Landsgemeinde a nahradil po jednom kantonálním rozhodčím orgánu pro oblast nájmů a rovnosti a tři komunální mediační úřady.
Správní soudnictví vykonává správní soud. Kromě toho existují odvolací komise nezávislé na správním orgánu pro zvláštní správní spory.
Soudci jsou voleni zemským sněmem na čtyřleté funkční období. Trestní stíhání provádí Úřad státního zástupce a Úřad státního zástupce pro mladistvé.

### Politické obce

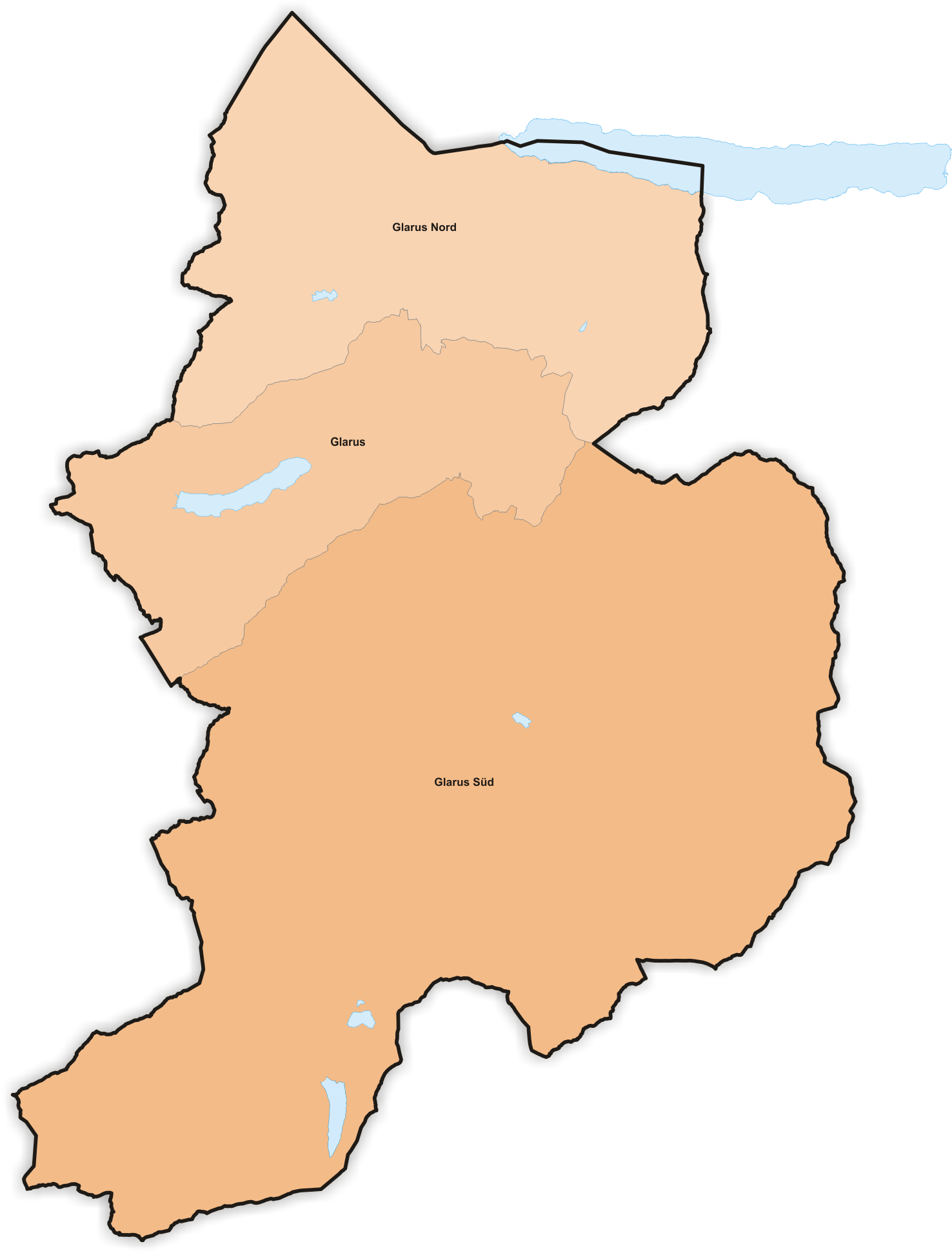
Mapa obcí kantonu Glarus

Usnesením zemského sněmu ze 7. května 2006 byly k 1. lednu 2011 sloučeny glaruské obce, školské obce, sociální obce a Tagwen (občanské obce), takže od té doby existují pouze tři politické obce. Toto usnesení bylo jednoznačně potvrzeno na mimořádném zemském sněmu 25. listopadu 2007. Do konce roku 2010 existovalo celkem 16 samostatných politických obcí.
| Obec                  | Počet obyvatel (k 31. 12. 2020) |
| --------------------- | ------------------------------- |
| Glarus Nord           | 18 832                          |
| Glarus (hlavní město) | 12 539                          |
| Glarus Süd            | 9480                            |

Kromě těchto tří sjednocených obcí existují ještě veřejnoprávně uznané farnosti evangelické reformované církve kantonu Glarus a římskokatolické církve.
Kanton Glarus není rozdělen na okresy. Spolkový statistický úřad (BFS) však uvádí celý kanton jako jeden okres pod identifikačním číslem BFS-ID 0800.

## Doprava
Glarus je z velké části obsluhován železničními tratěmi Rapperswil SG – Glarus – Schwanden a Zürich – Ziegelbrücke – Linthal. Regionální vlaky jezdí každou hodinu také do Ziegelbrücke, nejdůležitějšího dopravního uzlu v oblasti. Od změny jízdního řádu ze 14. prosince 2014 spojuje S25 curyšského S-Bahnu Glarus a Curych každou hodinu bez přestupu za 58 minut. Autobusovou dopravu zajišťují částečně Švýcarské spolkové dráhy, Postauto a ve vnitrozemí kantonu společnost Autobetrieb Sernftal (AS), která je nástupcem Sernftalské železnice, jež byla zrušena v roce 1969. V roce 2021 byla míra automobilizace kantonu (počet osobních automobilů na 1000 obyvatel) 594.

## Hospodářství

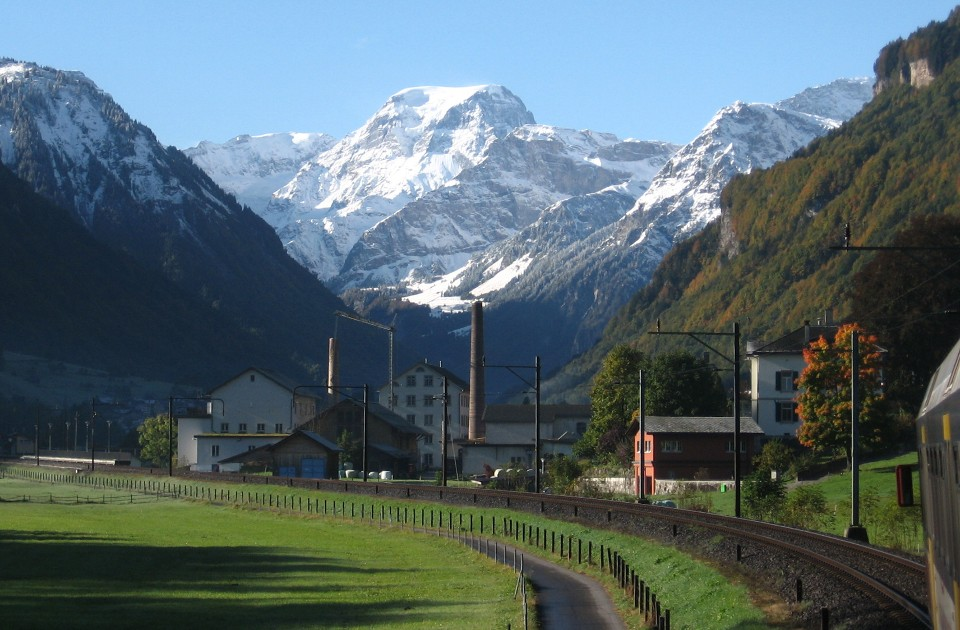
Venkovská oblast kantonu pod vrcholem Tödi

### Zemědělství a průmysl
V zemědělství převažuje chov hospodářských zvířat a zejména mléka. V roce 2020 bylo 32 % zemědělské půdy kantonu obhospodařováno ekologicky 97 zemědělskými podniky.
Hlavním hospodářským odvětvím je však průmysl, zejména textilní, strojírenský a přístrojový, dřevozpracující a průmysl stavebních hmot. Kanton Glarus byl jednou z prvních a nejprůmyslovějších oblastí Švýcarska. Od 17. století probíhá těžba břidlice. Předení vlny bylo důležité v 18. století jako doplněk k tradiční bavlněné přízi. Industrializace přinesla potiskování bavlny, vodní elektrárny, železárny a papírny. Kromě toho je důležitá výroba elektřiny ve vodních elektrárnách a cestovní ruch.

### Turismus

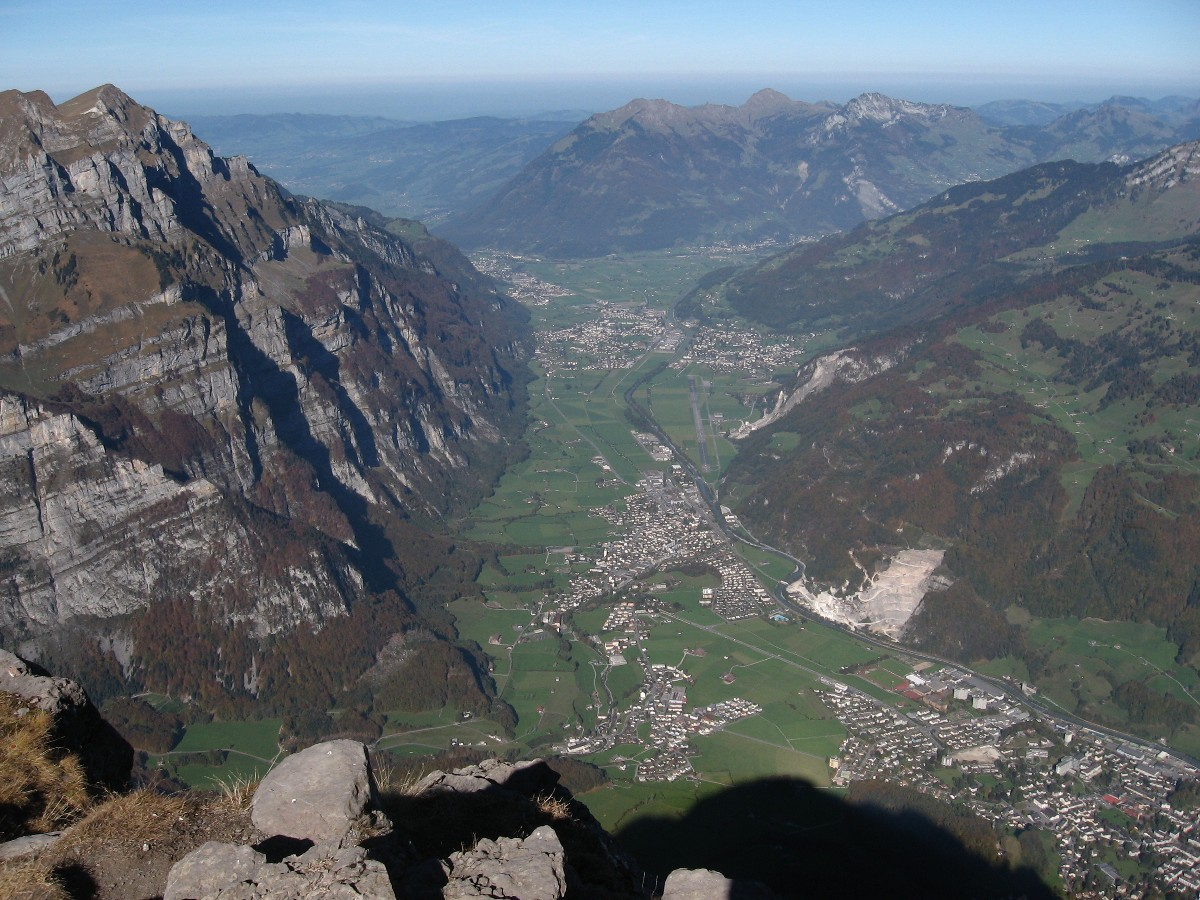
Pohled z Glarnských Alp směrem do údolí Linthal

Velmi důležitý je cestovní ruch, zejména v obcích Braunwald, Elm a Filzbach, neustále se rozvíjí sektor služeb a infrastruktura v údolí je velmi dobře rozvinutá. Oblast Glarnských Alp je oblíbená mezi turisty jak ze Švýcarska, tak zahraničí.
Glaruská průmyslová stezka vede v několika etapách k nejdůležitějším stanicím glaruské průmyslové historie a Via Glaralpina vede v 19 etapách jako horská turistická stezka kolem kantonu. Přírodní zajímavostí, zapsanou na seznam přírodního dědictví UNESCO, je masivní sesuv Glarner Hauptüberschiebung, nacházející se v jižní části kantonu, na hranicích s kantonem Graubünden.